# Ряшів (Словаччина)
Ряшів (словац. Rešov) — село в Словаччині, Бардіївському окрузі Пряшівського краю.
Вперше згадується 1454. 
В селі є греко-католицька церква з 1826 р.

## Географія
Розташоване в північно-східній частині Словаччини. Протікає річка Решовка.

## Населення
| Рік:            | 1994. | 2004.   | 2014.    | 2024.   |
| --------------- | ----- | ------- | -------- | ------- |
| Кількість осіб: | 357   | 353     | 307      | 313     |
| Різниця:        |       | -1,12 % | -13,03 % | +1,95 % |

| Рік:            | 2023. | 2024.   |
| --------------- | ----- | ------- |
| Кількість осіб: | 317   | 313     |
| Різниця:        |       | -1,26 % |

В селі проживає 338 осіб.
Національний склад населення (за даними останнього перепису населення — 2001 року):
- словаки — 92,42 %
- русини — 6,41 %
- українці — 1,17 %

Склад населення за приналежністю до релігії станом на 2001 рік:
- греко-католики — 86,30 %,
- римо-католики — 8,45 %,
- православні — 3,21 %,
- не вважають себе віруючими або не належать до жодної вищезгаданої церкви- 0,29 %

## Видатні постаті
- Яцканин Іван Юрійович — український письменник Словаччини, перекладач, голова Спілки українських письменників Словаччини, головний редактор літературного журналу «Дукля».
- Гвать Іван (*1950) — український публіцист, критик.